# Novaki Bistranski
Novaki Bistranski es una localidad de Croacia en el municipio de Bistra, condado de Zagreb.

## Geografía
Se encuentra a una altitud de 165 m s. n. m. a 22 km de la capital nacional, Zagreb.

## Demografía
En el censo 2011, el total de población de la localidad fue de 777 habitantes.
Según estimación 2013 contaba con una población de 789 habitantes.